# Daniel Calleja y Crespo

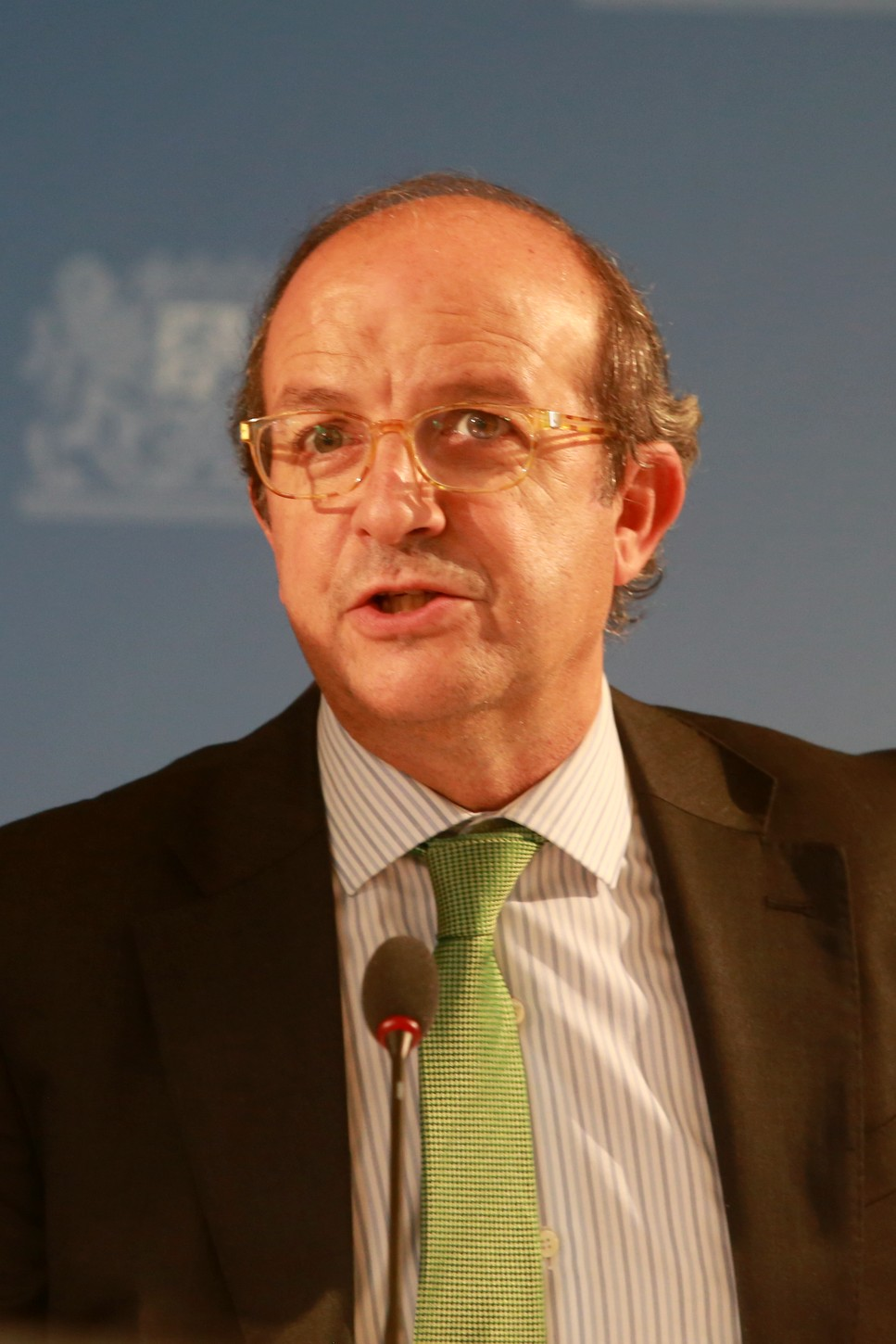
Daniel Calleja y Crespo (München, 2017)

Daniel Calleja y Crespo ist ein spanischer EU-Beamter und leitet seit 2020 als Generaldirektor den Juristischen Dienst der Europäischen Kommission. Zuvor amtierte er von 2015 bis 2020 als Generaldirektor der Generaldirektion Umwelt, davor ab 2012 als Generaldirektor der Generaldirektion Unternehmen und Industrie.
Daniel Calleja Crespo absolvierte ein Studium der Rechts- und Wirtschaftswissenschaften an der Päpstlichen Universität Comillas in Madrid. Er trat 1986 in den Juristischen Dienst der Europäischen Kommission ein. Von 1995 bis 1999 war er Kabinettschef des EU-Kommissars Marcelino Oreja. In gleicher Funktion amtierte er von 1999 bis 2003 für die Kommissarin Loyola de Palacio. Als Direktor für Luftverkehr (2004 bis 2011) verhandelte er für die EU das Open-Skies-Abkommen. Anschließend amtierte er als stellvertretender Generalsekretär der Generaldirektion Unternehmen und Industrie. Von Februar 2012 bis August 2015 übernahm er die Leitung dieser Behörde. 